# Щепаново
Щепаново (пол. Szczepanowo) — село в Польщі, у гміні Домброва Моґіленського повіту Куявсько-Поморського воєводства.
Населення — 774 особи (2011).
У 1975-1998 роках село належало до Бидгощського воєводства.

## Демографія
Демографічна структура станом на 31 березня 2011 року:
|          | Загалом | Допрацездатний вік | Працездатний вік | Постпрацездатний вік |
| -------- | ------- | ------------------ | ---------------- | -------------------- |
| Чоловіки | 386     | 81                 | 271              | 34                   |
| Жінки    | 388     | 77                 | 233              | 78                   |
| Разом    | 774     | 158                | 504              | 112                  |